# Yuliya Trushkina
Yuliya Trushkina (en bielorruso: Юлія Трушкіна; 23 de octubre de 2002) es una deportista bielorrusa que compite en piragüismo en la modalidad de aguas tranquilas.
Ganó una medalla de oro en el Campeonato Mundial de Piragüismo de 2024 y una medalla de bronce en el Campeonato Europeo de Piragüismo de 2024. Participó en los Juegos Olímpicos de París 2024, ocupando el quinto lugar en la prueba de C1 200 m.

## Palmarés internacional
| Campeonato Mundial | Campeonato Mundial      | Campeonato Mundial | Campeonato Mundial |
| Año                | Lugar                   | Medalla            | Competición        |
| ------------------ | ----------------------- | ------------------ | ------------------ |
| 2024               | Samarcanda (Uzbekistán) | Medalla de oro     | C2 200 m           |
| Campeonato Europeo |                         |                    |                    |
| Año                | Lugar                   | Medalla            | Competición        |
| 2024               | Szeged (Hungría)        | Medalla de bronce  | C1 200 m           |